# Gmina Przewóz
Die Gmina Przewóz ist eine Landgemeinde im Powiat Żarski der Woiwodschaft Lebus in Polen. Ihr Sitz ist das gleichnamige Dorf (deutsch Priebus, obersorbisch Přibuz) mit etwa 850 Einwohnern.

## Geographie

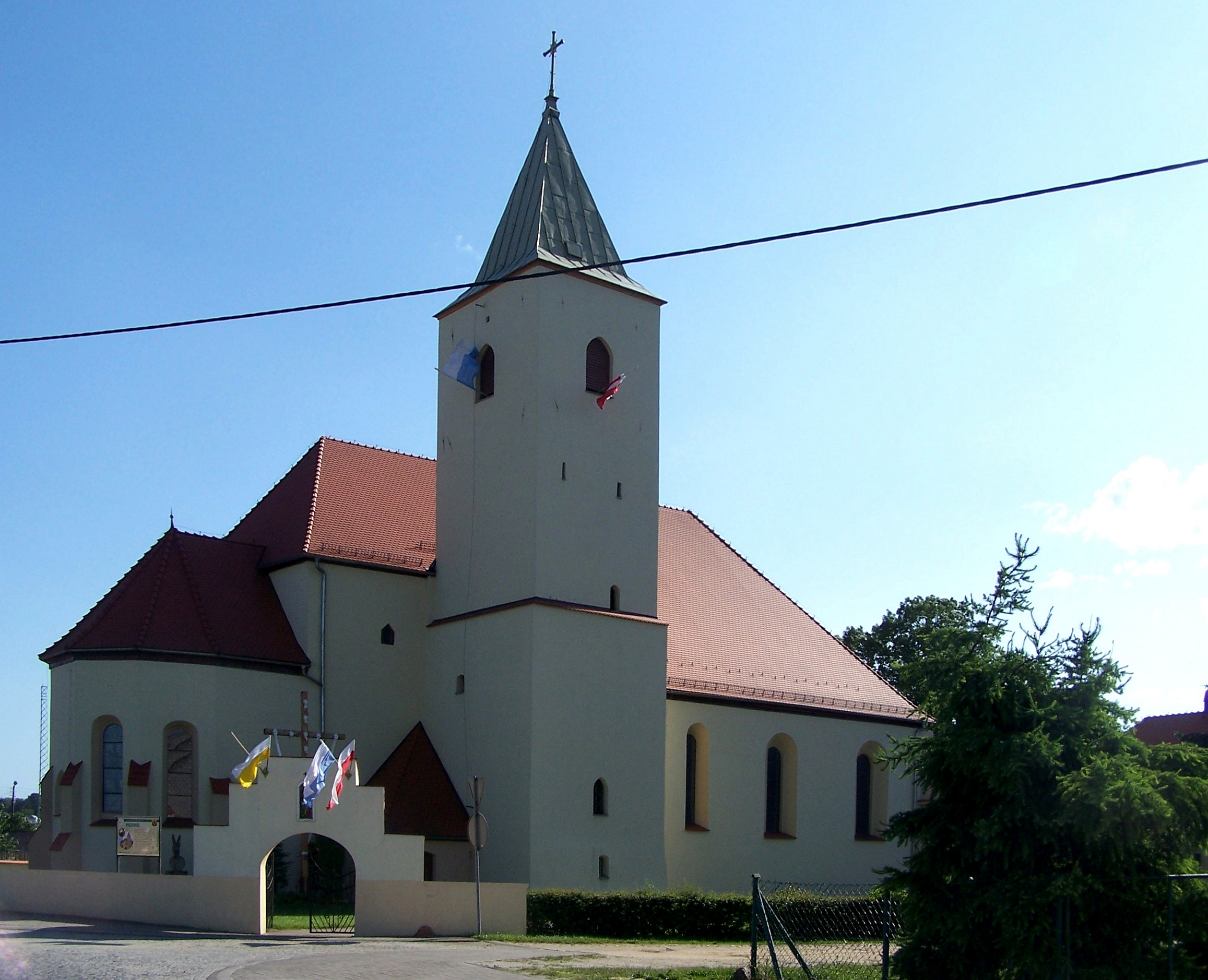
Kirche Mariä Empfängnis in Przewóz

Die Gemeinde grenzt im Westen an Deutschland. Grenzfluss ist die Lausitzer Neiße. Als südlichste Gemeinde des Powiats grenzt sie im Süden an die Woiwodschaft Niederschlesien. Der Norden der Gemeinde mit Przewóz liegt im historischen Niederschlesien; die Orte im Süden gehören zum polnischen Teil der Oberlausitz.
Nachbargemeinden von Przewóz sind im Powiat Żary die Stadt Łęknica (Lugknitz) sowie die Landgemeinden Trzebiel (Triebel), Lipinki Łużyckie (Linderode) und Żary (Sorau; Nordwest bis Nordost), im Powiat Żagański die Gemeinde Wymiarki (Wiesau) und die Stadt Gozdnica (Freiwaldau; im Osten), im Powiat Zgorzelecki die Gemeinden Węgliniec (Kohlfurt) und Pieńsk (Penzig; Südosten bis Süden) sowie auf deutscher Seite im Landkreis Görlitz die Stadt Rothenburg/O.L. und die Gemeinde Krauschwitz (Westen).

## Geschichte
Bevölkerungsentwicklung
| Jahr | Einwohner |
| ---- | --------- |
| 1980 | 3181      |
| 1990 | 3354      |
| 2000 | 3462      |
| 2010 |           |
| 2016 | 3208      |

## Gliederung
Die Landgemeinde Przewóz besteht aus elf Dörfern mit Schulzenämtern (deutsche Namen bis 1945):
- Bucze (Buchwalde)
- Dąbrowa Łużycka (Dubrau, 1936–1945 Eichenwald)
- Dobrochów (Zessendorf)
- Lipna (Leippa, 1936–1945 Selingersruh)
- Mielno (Mellendorf)
- Piotrów (Groß Petersdorf)
- Przewóz (Priebus in Schlesien)
- Sanice (Sänitz)
- Sobolice (Zoblitz)
- Straszów (Groß Selten)
- Włochów (Wällisch)

Vier weitere Ortschaften sind diesen Schulzenämtern zugeordnet: Dobrzyń (Dobers), Jamno (Sichdichfür), Mała Lipna und Potok. Wüstungen sind heute Wendisch Musta und Jamnitz.

## Sehenswürdigkeiten
- Sehenswert sind ein Hungerturm, eine Burg aus dem 13. Jahrhundert und die Stadtmauer aus dem 14. Jahrhundert. Kirchen oder Kirchruinen stehen in Przewóz (18. Jahrhundert), Straszów (13. Jahrhundert), Lipna (1807) und Piotrów (1376).

- Es bestehen das Naturschutzgebiet „Żurawie Bagno“, das Waldreservat „Nad Młyńską Strugą“ und das Floranaturschutzgebiet „Wrzosiec“. Der Park im Hauptort ist Mitglied des Gartenkulturpfades beiderseits der Neiße.

## Verkehr
Im Hauptort Przewóz beginnt die nach Zielona Góra führende Landesstraße DK27. Die Woiwodschaftsstraße DW350 führt parallel zur A 18 durch die Gemeinde. In Przewóz besteht ein Grenzübergang ins sächsische Podrosche.